# Tomb Raider: The Angel of Darkness
Tomb Raider: The Angel of Darkness  — шоста відеогра із серії Tomb Raider, розроблена британською студією Core Design і видана Eidos Interactive в 2003 році для консолі PlayStation 2 і PC. Пізніше гру перенесли на Mac. Проект виконаний у жанрі пригодницький бойовик з елементами ролівки та стелсу. Ігровий процес відзначився такими нововведеннями, як поява режиму маскування, системою прокачування навичок головної героїні, а також можливістю вибору реплік в діалогах з неігровими персонажами.
Згідно з основною сюжетною лінією, Лару звинувачують у вбивстві її колишнього наставника Вернера фон Кроя. Намагаючись розібратися в обставинах його смерті, головна героїня відправляється в Європу, де шукає стародавні картини Обскура. Лара Крофт стає безпосередньою учасницею протистояння між таємними товариствами, в центрі якого — алхімік, який прагне воскресити нефіліма. Розробка гри супроводжувалася численними проблемами. На кінцевий варіант вплинув перехід на нову апаратну систему PlayStation 2, а також бажання керівників проекту додати в Tomb Raider свіжі ідеї, невластиві серії. Видавець прагнув приурочити випуск The Angel of Darkness до прем'єри другої частини фільму про розкрадачку гробниць, тому скоротив термін розробки, що фактично спричинило випуск незавершеної гри на ринок.
Гру широко критикували через велику кількість вад і вкрай незручне керування. Деякі з рецензентів номінували The Angel of Darkness гіршою грою серії. Журналісти серед плюсів відмітили: нуарний сюжет, графічне виконання, правдоподібну фізику та атмосферний музичний супровід. The Angel of Darkness розійшлася тиражем близько 3 мільйонів примірників.  Мляві продажі та розгромні рецензії призвели до того, що права на франшизу перейшли до Crystal Dynamics, яка зайнялась розробкою наступних частин серії.

## Ігровий процес
За жанром The Angel of Darkness відноситься до Action-adventure, а також містить деякі елементи RPG. Лара спілкується з неігровими персонажами. Гравець вибирає репліки у діалогах, а сказане впливає на безпосередній розвиток подій. Некоректна відповідь може призвести до смерті головної героїні. Якщо Лара нахамить пані Карвер, то не отримає щоденника фон Кроя, що, втім, не завадить їй взяти його самостійно, обшукавши кімнату. В проект також були додані елементи стелс. Ларі доступний режим маскування, що дозволяє завалити противника на землю та оглушити його, тихо пересуватися, а також притулятися до різних поверхонь і визирати з-за них.
Крофт може дертися по кам'яних виступах на стінах, трубах і канатах, а також виконувати різні акробатичні трюки:10-11. Гравцеві доступний інвентар, в якому можна переглянути знайдені предмети, а саме: ліки, зброю, квестові речі й записник. Щоденник містить в собі поради щодо проходження, підказки та нагадування:17. Для поновлення здоров'я у грі є аптечки, бинти, таблетки й плитки шоколаду. У другій половині гри, крім Лари, в деяких місіях можна буде зіграти іншим ігровим персонажа — Куртісом. Обидва герої знають прийоми рукопашного бою:14. Після смерті, противники мигають і пропадають з рівня. Один з продюсерів гри, Майк Шмітт, на стадії розробки оцінював тривалість Angel of Darkness приблизно в 20-25 годин геймплею. А фактично гру можна було пройти за 10-15 годин.

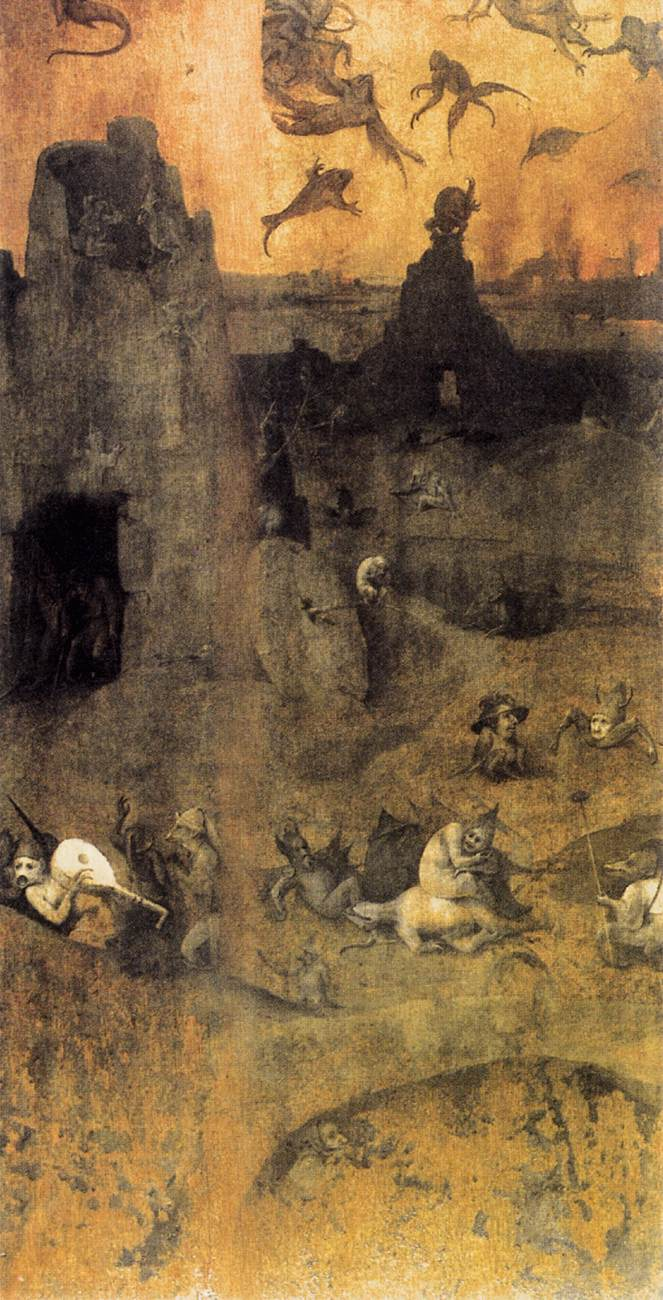
Головна ціль антагоніста алхіміка — воскресіння нефіліма, нащадка людини й палого ангела(на картинці. — «Падіння бунтівних ангелів» Ієронімуса Босха). Як Грюневальд, так і Босх мали певний вплив на стилістику «Ангела Темряви»

## Сюжет
Після чергової експедиції Лара Крофт відправляється до свого наставника, професора Вернера фон Крою (англ. Werner Von Croy). В ході розмови він згадує про існування стародавніх картин Обскури (з лат. Темних) і невідомого замовника. Зненацька Лара непритомніє. Прокинувшись, вона виявляє мертве тіло фон Кроя. У будівлю заходить поліція, але протагоністка встигає втекти від служителів закону через вікно. Лара прямує до мадам Карвер (фр. Margot Carvier), працівниці Лувру і подруги її покійного наставника. З розмови Карвер дізнається, що міс Крофт не пам'ятає обставини смерті її товариша, і тому викликає поліцію. Перед черговою втечею від поліціянтів, Лара забирає щоденник фон Кроя з кімнати Карвер. Даний щоденник став відправною точкою від якої розгортається сюжет гри.

## Розробка і випуск

### Концепція

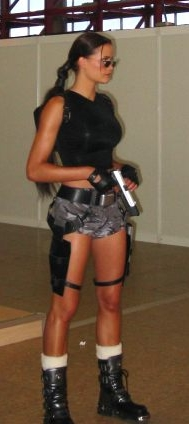
Офіційна модель Лари Крофт — Джіл де Йонг

Розробкою концепції нової гри займалась компанія Core Design, а видавцем виступила — Eidos Interactive. Протягом перших півтора року, робочою назвою була Tomb Raider Next Gen. Гра була задумана, як продовження класичної дилогії. Сценаристи старалися оживити головну героїню, додавши як одну з цілей Лари пошуки власного «я» і зробивши сюжет нелінійним. Команда хотіла відійти від класичної концепції серії, вклавши у неї нові елементи та зробивши її набагато похмурішою. Гравець мав відчути, що це «велика гра», орієнтована на масовий ринок, в якій багато чого перетинається з першою частиною серії. Нова частина серії задумувалася як трилогія. Гру розробляли три роки й створювали 85 людей, з яких тільки п'ятеро були жіночої статі, через що керівництво шукало нових співробітниць для тестування проекту. Компанія проводила маркетингове дослідження, щоб визначити новий сеттінг та історію для головної героїні.
Адріан Сміт, співзасновник компанії та головний продюсер гри, говорив, що головна героїня не загинула після подій, описаних в «Останньому Одкровенні», а історія The Angel of Darkness починається через деякий час після закінчення The Last Revelation. Події, що відбуваються в проміжку між іграми були продумані розробниками, але в цій частині було вирішено їх не зачіпати. Історія мала бути максимально зрозуміла для глядача, «спрямовувати гравця крізь історію до самого фіналу». Керівництво Core Design давно хотіло ввести у серію нового персонажа, яким можна було б грати. За словами розробників, в дуеті Лари й Куртіса, Крофт відповідає за розум, а Трент за силу: «Він набагато більше орієнтований на дії, ніж Лара. Він той, хто завжди на передовій і, ви знаєте, Куртіс спочатку стріляє, а потім задає питання». Лару озвучувала Джонелл Елліот (англ. Jonell Elliott), Куртіса — Ерік Лорен (англ. Eric Loren), Екхардта — Джосс Екленд. Елліот говорила про Лару як про сильну, розумну жінку, схильну до авантюр.

### Виробничий процес
Більшість думок сходиться на тому, що розробка шостої частини серії була проблемною ще з самого старту робіт. Досвідчені співробітники займалися Tomb Raider: Chronicles, а «The Angel of Darkness» віддали новеньким.
У The Angel of Darkness використали новий ігровий рушій, який працював виключно з тривимірними моделями, що давало більш реалістичну геометрію, а також підтримував широкий спектр графічних ефектів. Над його створенням працювали сім чоловік протягом трьох років. Зі слів Адріана Сміта: «Рушій — це величезний крок вперед, в порівнянні з тим, що було в минулому». В грі присутні дев'ять різновидів віртуальної камери. Кількість полігонів моделі Лари зросла з 500 до 5000. Попри те, що у багатьох фотоматеріалах Лара була зображена в чорних сонячних окулярах, в більшості сцен на головні героїні відсутні окуляри, все через брак потужності рушія. Для протагоністки створено близько 150 анімацій різних рухів. На стадії розробки Core Designe розглядала можливість випуску версії для Xbox, але згодом відмовилася від цієї ідеї. Одна і та ж команда займалася створенням проекту як для PC, так і для приставки PlayStation 2. Як наслідок, між двома версіями практично відсутні будь-які відмінності, крім того, що на PC підтримується велика роздільна здатність, аж до 1600х1200 пікселів. Гра підтримує об'ємний звук завдяки системі Pro Logic II.
The Angel of Darkness була першим проектом у серії, який розроблявся для консолі PlayStation 2. Більшість програмістів володіли тільки теоретичними знаннями про розробку для приставки, що створювало відповідні складності. Це спричинило ряд неточностей при плануванні, наприклад, дизайнерам рівнів було виділено певну кількість пам'яті для побудови локацій і тільки через рік з'ясувалося, що можливий обсяг пам'яті насправді менший в два рази. Найбільш складним аспектом проектування було досягнення частоти 60 кадрів за секунду. Деякий час розробники розглядали можливість зменшення цього показника до 30 кадрів. Представники Core Design згодом відзначили, що не варто було одночасно розробляти гру і технології для неї. «Ангел Темряви» став одним з перших проектів, в якому використовувалися піксельні шейдери версії 2.0. Через розробку Tomb Raider: Chronicles фактично було втрачено цілий рік для створення The Angel of Darkness. У момент, коли до команди приєднався основний програміст Річард Мортон (англ. Richard Morton), були готові тільки сюжет, моделі персонажів і концепт-арт. Він вважав, що у проекті склалася класична ситуація, коли гординя і хвастощі інноваційними функціями перед пресою не корелюється з реальними результатами художників і програмістів. Вони старалися запхати у гру ідеї стелсу з Metal Gear і Splinter Cell, взаємодію з персонажами як в Shenmue і прокачування  навичок як в RPG.

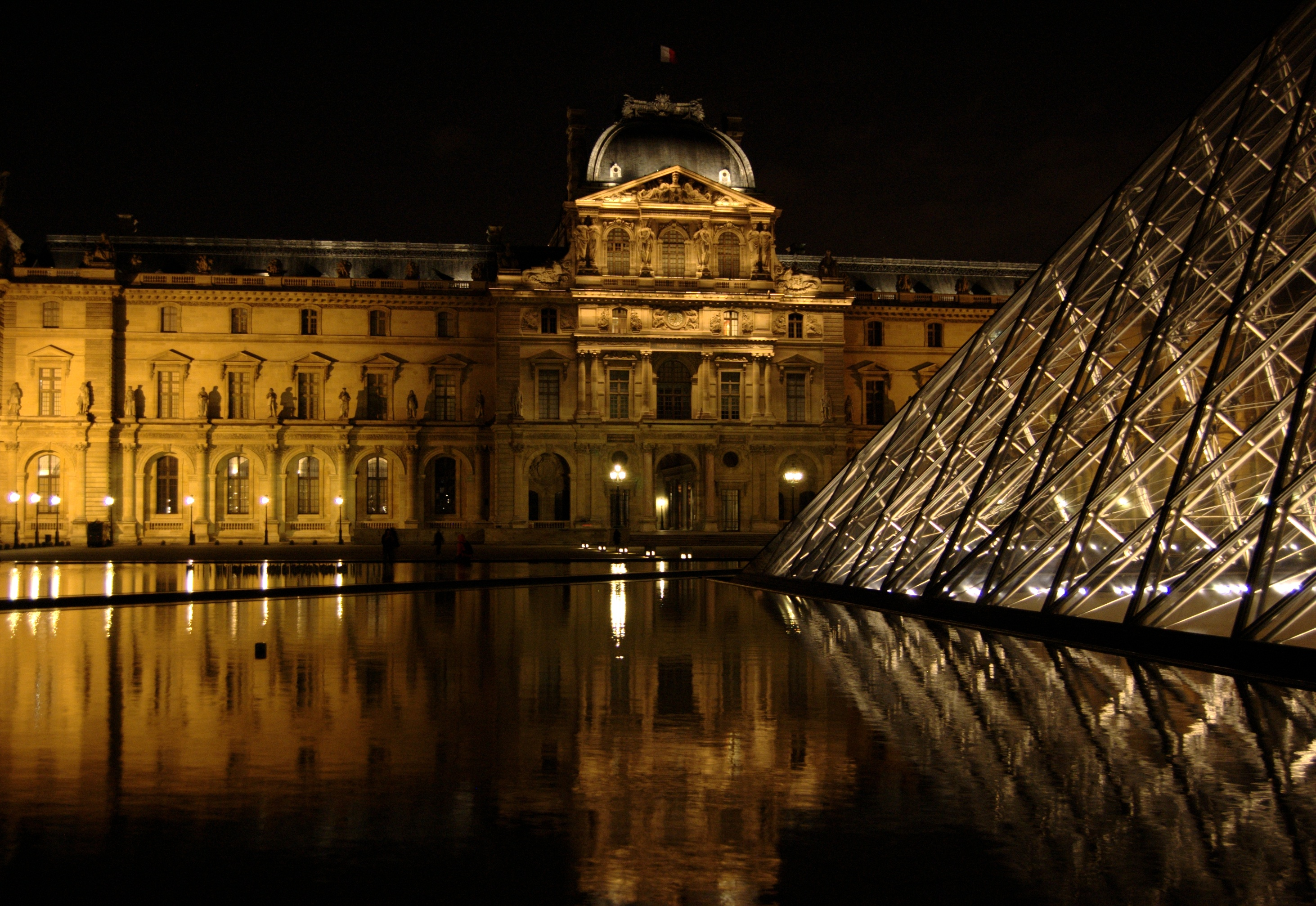
Для однієї з локації було використано Французький Лувр

### Випуск
Гра була випущена після закінчення ключових термінів фінансової звітності. Коли мільйони примірників шостої частини серії вже були видрукувані Sony, у грі виявили критичну помилку, яка спричиняє зависання. Керівництво наполягало на тому, щоб проект був випущений з баґом. І гра з'явилася на прилавках магазинів з вадами. Після цього було випущено три патчі. Реліз шостої частини серії для PlayStation 2 мав відбутися напередодні Різдва 15 листопада 2002 року, але його перенесли на 25 лютого 2003 року. У січні розробники повідомили, що гра знову затримається — цього разу до квітня. Втім, команда запевнила, що відтермінування Tomb Raider дасть їм змогу краще проробити ігровий процес. Пізніше випуск знову був відсунутий до 20 червня. Фінансовий директор Eidos Стюарт Круікшанк (англ. Stuart Cruickshank) виступив з офіційною заявою, що «Ангел Темряви» скоріш за все не вийде в раніше оголошену дату. Все ж версію гри для PlayStation 2  випустили вчасно, але тільки на території Північної Америки. Європейську версію гри не затвердила Sony Computer Entertainment Europe через відхилення однієї з п'яти мовних локалізацій для PAL-регіону. Через це проект не зміг своєчасно вийти на європейський ринок, що спричинило падіння вартості акцій видавця на 10 %. У підсумку гра побачила світ 4 липня у Великій Британії та протягом тижня — в інших країнах Європи.
Версія для персональних комп'ютерів також повинна була з'явитися на прилавках у червні, проте з'явилася тільки 1 липня 2003 року. Ті хто оформили попереднє замовлення The Angel of Darkness через мережу Electronics Boutique отримали бонусний DVD, що містив колекцію кінематографічних роликів з минулих частин серії, телевізійну рекламу, профілі персонажів, галерею моделей Лари Крофт. А хто замовляв Tomb Raider через GameStop, отримали екшн-фігурку головної героїні. У жовтні 2003 року з'явилися чутки про можливість появи гри на платформі Mac, які незабаром підтвердила Aspyr Media Inc. Спочатку гра повинна була вийти у грудні 2003 року. Пізніше було повідомлено про технічну помилку, і що гру варто очікувати у січні наступного року. Проте порт «Ангел Темряви» все ж таки вийшов 1 грудня 2003 року. У 2004 році до поширення шостої частини серії долучилася компанія Diamond Multimedia. Гра з'явилася у Steam 28 листопада 2012 року разом з попередніми п'ятьма проектами. Згодом, у 2014 році вона ввійшла до антології ігор від Eidos. The Angel of Darkness, сумісна з Windows XP, Vista і 7, а також містить 9 шпалер для стільниці, 47 аватарок, 215 ескізів, мануал і відео про створення гри. Гра також розповсюджується через Good Old Games. У листопаді 2006 року було випущено проект Tomb Raider: The Action Adventure, в жанрі інтерактивного DVD, який базувався на The Angel of Darkness.

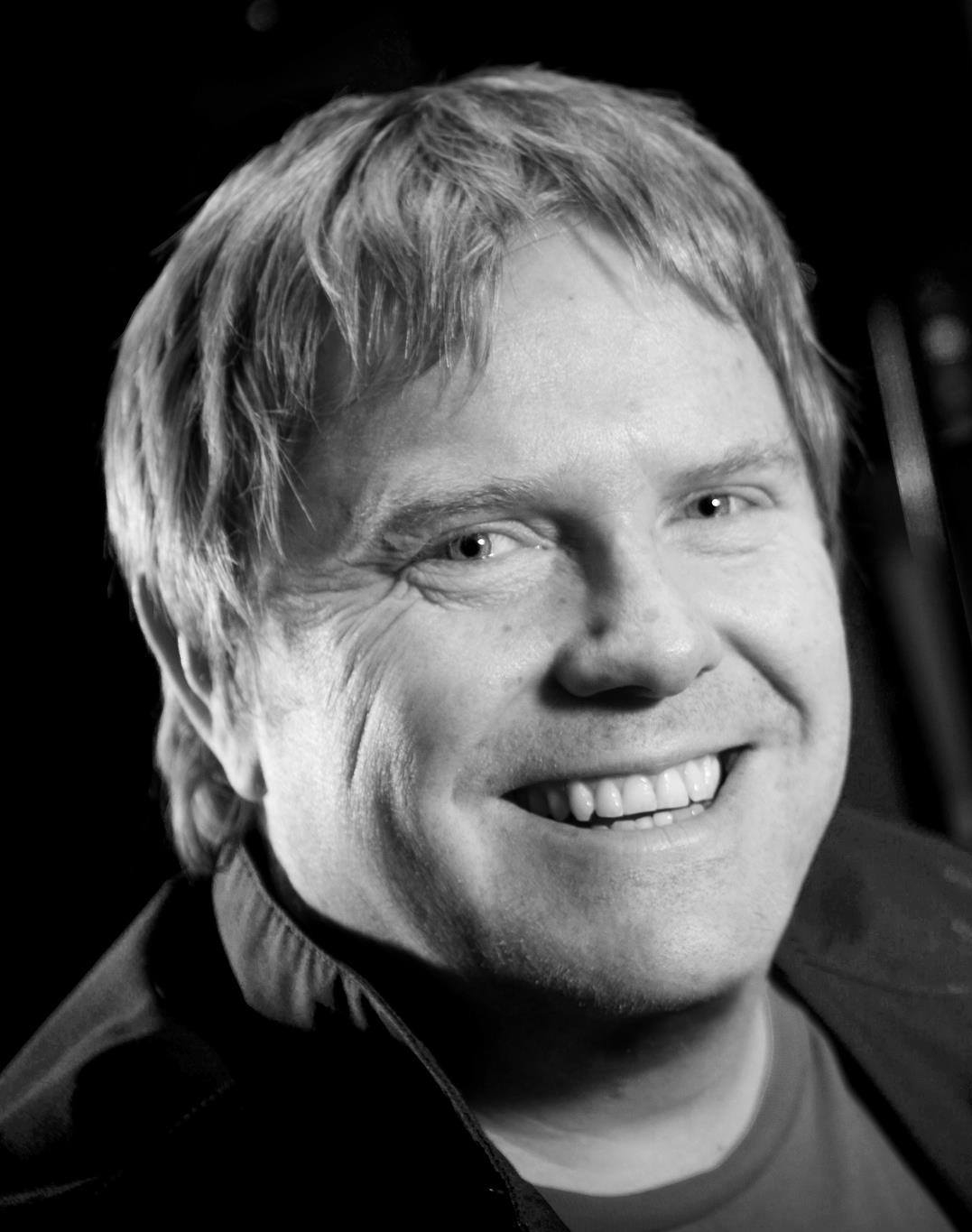
Один із композиторів гри — Пітер Конеллі, працював над саундтреком разом з Лондонським симфонічним оркестром, у складі 82 музикантів

## Саундтрек
Альбом Tomb Raider: The Angel of Darkness — The Official Soundtrack складався з 8 треків і був опублікований 1 січня 2003 року. Саундтрек, який поширювався як промо-вкладиш під аранжуванням Пітера Рейта, містив близько 30 треків. Як сингл 14 червня 2003 року відбувся реліз Angel of Darkness, який складався з п'яти композицій під авторством Алекса Крістенсена і Ясмін Кнок. У відеокліпі на пісню «Das Boot» використовувалися відео-вставки з гри. Трек також був ексклюзивом німецького видавця. У квітні 2012 року Пітер Конеллі опублікував саундтрек під назвою Tomb Raider — Angel of Darkness — Original Abbey Road Mixes у вільному доступі на сторінці SoundCloud. До нього увійшли 33 композиції, куди потрапили не тільки фінальні версії треків, але і сирі начерки. Альбом також повинен був потрапити в спеціальне видання першої екранізації серії.

## Критика
Популярність Лари Крофт, як ігрового персонажу досягла найнижчої точки після випуску Tomb Raider: The Angel of Darkness і появи розгромних критичних рецензій. Деякі оглядачі назвали «Ангел Темряви» найгіршою грою в серії, провальним фіаско від Core Design і відмовлялися називати її повноцінним продовженням серії Tomb Raider. Рейтинг гри для PC на агрегаторі Metacritic знаходиться в жовтій зоні й становить 49 балів з 100. З опублікованих рецензій 11 висловлюють двояке ставлення до гри, і 7 — негативне. Версія для консолі PlayStation 2 була оцінена не набагато краще — 52 зі 100. Дані були виведені на основі 37 оглядів, з яких — 6 позитивні, 16 — двозначні й 15 негативні. Зведена статистика також опублікована на сайті Game Rankings — 55,91 % для PC і 56,18 % для PS2. Гра увійшла в список «Люблю і ненавиджу: десяток ігор, думки про які розділилися», складений британським журналом Computer and Video Games, в якому була висвітлена полярність у судженнях преси та гравців. Наприклад, ресурс Play Magazine дав грі оцінку 83/100, а GameSpy поставив тільки 1/5, вважаючи її претендентом на найгіршу гру року.